# Ulica Krupnicza we Wrocławiu

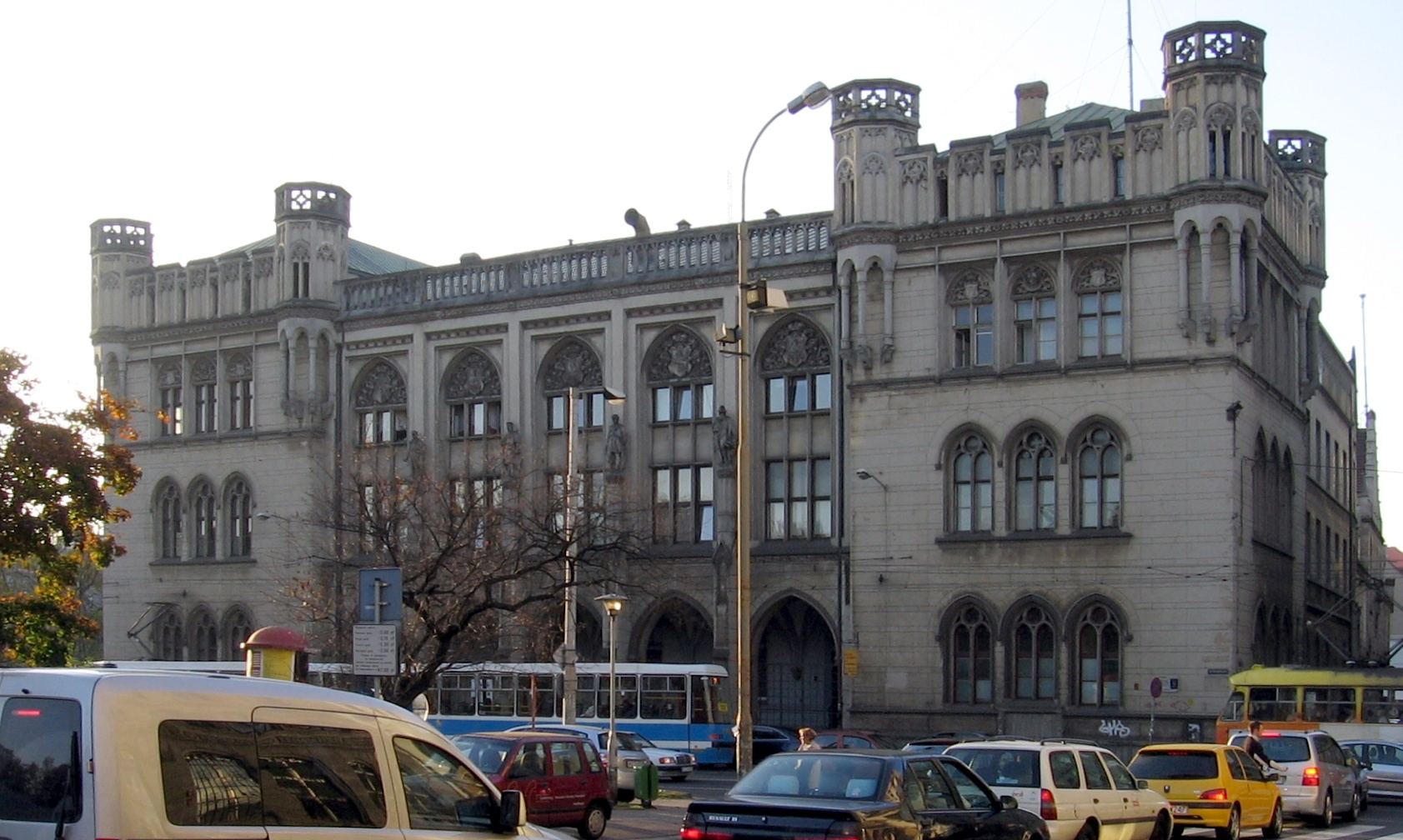
Dawny gmach Nowej Giełdy przy Krupniczejtram

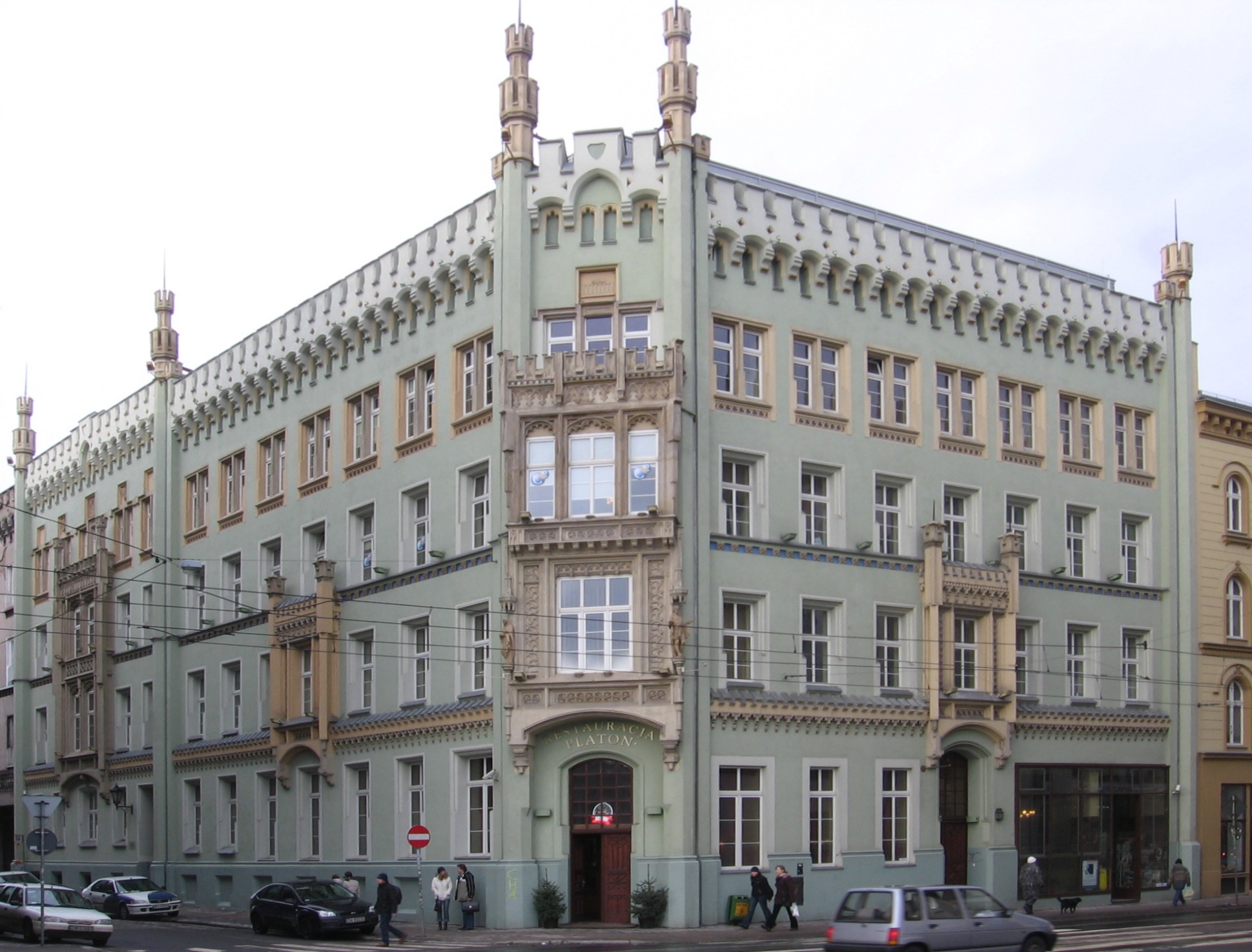
Kamienica narożna ul.Krupnicza 13 oraz Włodkowica 1-3;
ulica Krupnicza na prawo, Włodkowica na lewo

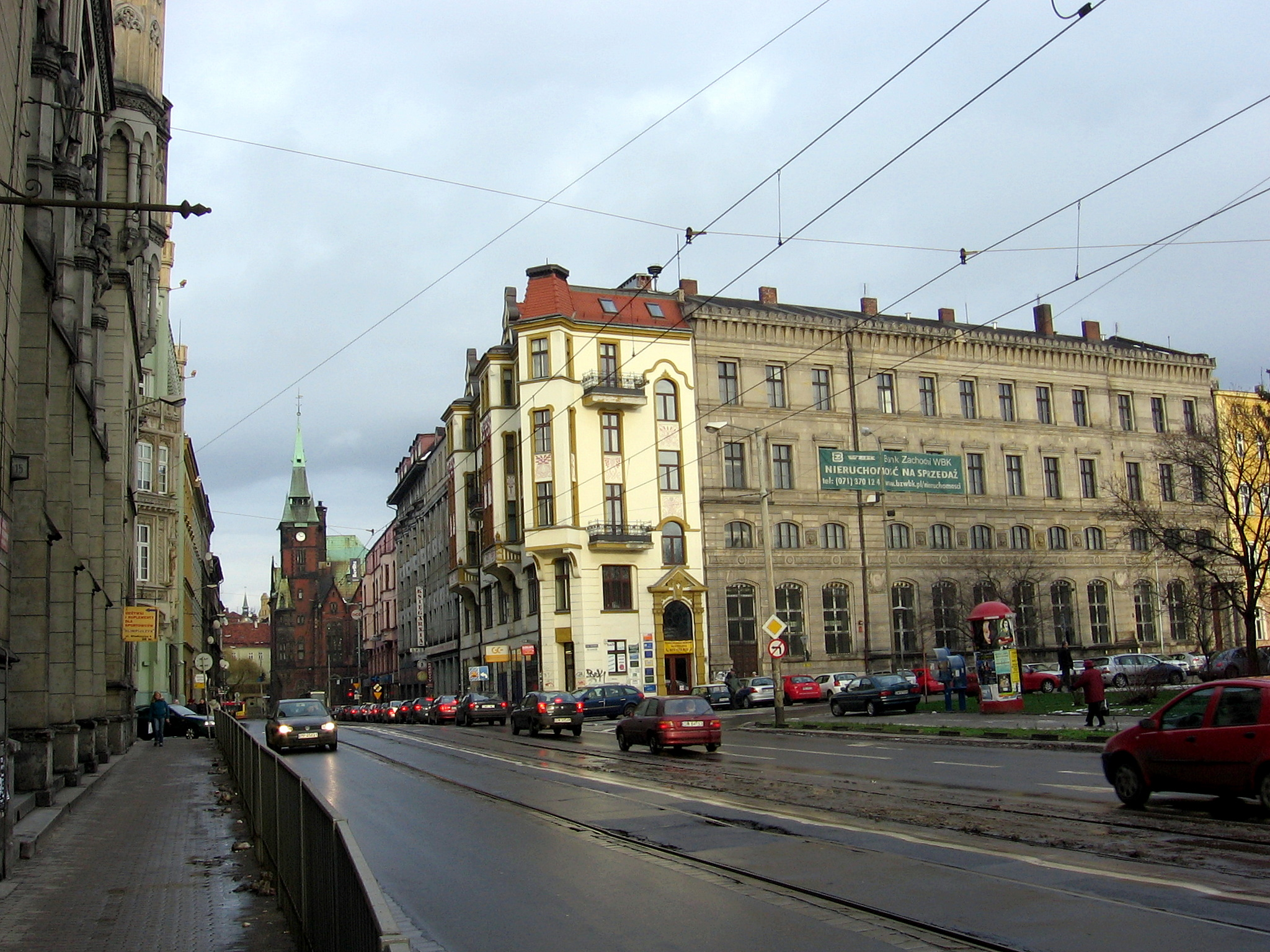
Widok spod d. Nowej Giełdy na północ

Ulica Krupnicza – niegdyś jedna z peryferyjnych ulic przy fortyfikacjach miejskich wrocławskiego Starego Miasta. Po ich likwidacji na skutek decyzji francuskich zwycięzców z 1807 stała się jedną z tras wylotowych wiodących z centrum na południe, w stronę Kątów Wrocławskich.

## Przed zburzeniem murów miejskich
W 1356 rozparcelowano znajdującą się tu wcześniej dużą prywatną działkę osoby o nazwisku Hartusch, a nowo powstałą ulicę nazywano Hartuschinne houestat („majątek Hartuscha”). Co najmniej od 1463 należała ona do Szpitala Bożego Grobu, co wpływało w pewnym stopniu na odrębność prawną jej mieszkańców, tworzących osobną gminę. Od XV wieku na znajdujących się wzdłuż tej ulicy małych parcelach osiedlali się krupiarze. W 1504 ulicę określano mianem grawpengasse uff der hoffestat (niem. Graupe, w średniowiecznej pisowni grawpe = krupa, kasza; całość w wolnym tłumaczeniu oznacza „zaułek krupiarzy na majątku”), a rozdrobnione parcele scalono w ciągu wieku XVI.
W nocy z 20 na 21 czerwca 1749 doszło do katastrofy – piorun uderzył w basztę stojącą w pobliżu, przy dzisiejszej ul. Włodkowica. W jej wnętrzu znajdowało się dwa tysiące beczek prochu, które eksplodowały, znosząc z powierzchni ziemi okoliczną zabudowę, w tym drewniane domy przy Graupenstraße (dzisiejszej Krupniczej). Znaczną grupę – około 1/3 – wśród 60 zabitych i dwustu rannych stanowili Żydzi – liczni mieszkańcy w okolicach Wallstraße i Graupenstraße. Po tej katastrofie na miejscu zniszczonych wybudowano nowe domy. Na początku XIX wieku przy Krupniczej nr 6 założona została synagoga Głogowska; która istniała tu do 1908, kiedy przeniesiono ją na ulicę Świebodzką 6. W tym samym roku pod numerem 5 powstała synagoga Lwowska, ale tę przeniesiono w inne miejsce (na Antoniego 5) już po czterech latach.

## Wiek XIX i początek XX
Ulica Krupnicza kończyła się w początkach XIX wieku na linii murów miejskich. Po ich rozbiórce w 1807 do połowy stulecia przedłużeniem ulicy była tylko kładka wiodąca na drugą stronę Fosy Miejskiej łącząca Krupniczą z Podwalem. Znajdujące się już na terenie dzielnicy Siebenhufen (pol. „Siedem Łanów”) Przedmieścia Świdnickiego przedłużenie Graupenstraße, za kładką i za Podwalem, nazwano Neue Graupenstraße (taka nazwa widnieje już na planie miasta z 1847, w wolnym tłumaczeniu „Nowa Krupnicza”; dziś nosi ona nazwę ulicy Sądowej). Później (w 1862) kładkę nad fosą zastąpiono trwałą przeprawą. Neue Graupenstraße przedłużono o dalsze mniej więcej sto metrów do skrzyżowania z Gartenstraße (Piłsudskiego) i Gräbscherner Straße (Grabiszyńską), przez co Krupnicza zyskała status dość ważnej arterii staromiejskiej.
W latach 1844–1847 przy Krupniczej – na działce przylegającej do leżącego między pałacem królewskim a fosą placem ćwiczeń i parad wojskowych zwanym Exercierplatz („Ćwiczeniowy”), później Schloßplatz („Zamkowy”; obecnie pl. Wolności) – wybudowano okazały gmach Stanów Śląskich (Ständehaus). W 1897 kupił go i rozbudował wrocławski przemysłowiec i mecenas kultury Heinrich von Korn. Na jego życzenie przekształcony został w muzeum – Schlesische Museum für Kunstgewerbe und Altertümer, tzn. Śląskie Muzeum Przemysłu Artystycznego i Starożytności, które rozpoczęło swą działalność 26 listopada 1899. Gmach przetrwał do końca II wojny światowej, dziś na jego miejscu znajduje się ukończone w 2015 roku Narodowe Forum Muzyki z główną salą koncertową dla 1800 osób i trzema salami kameralnymi.
W północno-zachodnim narożniku skrzyżowania ul. Krupniczej i Włodkowica, na posesji nr 13, wzniesiono w 1853 roku, na zamówienie wdowy po doktorze Joschu, neogotycką kamienicę projektu Langera wchodzącą w skład pasażu Pokoyhof. Budynek – pomimo że był własnością żydowską (w oficynie pasażu znajdowała się Synagoga Krajowa, którą później, w związku z przebudową zajazdu Pokoyhof w 1911, przeniesiono do nowej siedziby przy ulicy Włodkowica 17) – ozdobiono figurami chrześcijańskiego patrona Wrocławia, Jana Chrzciciela i patronki Śląska, św. Jadwigi. W kamienicy tej, zachowanej po II wojnie światowej bez znaczniejszych uszkodzeń, od czerwca 1945 redakcję swą miał pierwszy powojenny tygodnik miejski „Nasz Wrocław”, który od numeru czwartego zmienił nazwę na „Gazeta Dolnośląska”, a ta następnie została wchłonięta przez wydawany pierwotnie w Legnicy dziennik „Pionier”, który w październiku tego roku przeniósł swoją redakcję na Krupniczą 13. W tym samym czasie w tym samym miejscu znalazła swoją siedzibę pierwsza powojenna księgarnia. Później kamienica ta wykorzystywana była do różnych celów, m.in. mieściła się tam restauracja, a w latach 1991–1999 siedzibę swą miała tam dolnośląska redakcja „Gazety Wyborczej”. Obecnie parter budynku znów służy za restaurację.
Przy ulicy Krupniczej naprzeciw Stanów Śląskich wzniesiono w latach 1864–1867 gmach Nowej Giełdy według planów radcy budowlanego Lüdeckego. Budynek ten w stylu neogotyku nawiązującego do Tudorów z elementami neorenesansu uznawany jest za jeden bardziej udanych projektów tego architekta, który został zresztą uwieczniony w nim jako rzeźba kupca – alegorii handlu. Budynek ten przetrwał II wojnę światową i dziś jest siedzibą klubu sportowego Gwardia Wrocław.
Jeżdżące po Wrocławiu od 1877 tramwaje konne nie kursowały ulicą Krupniczą, ale pierwsza wrocławska linia tramwaju elektrycznego, uruchomiona w 1893, wiodła z Grabiszyna przez Krupniczą do placu Solnego i potem do Rakowca. Na przełomie XIX i XX wieku ulica Krupnicza została poszerzona kosztem pierzei wschodniej (parzystej), na której znalazły swoje miejsce nowe domy handlowe. M.in. budynek nr 2–4, narożny z Carlsstraße (dzisiejszą Kazimierza Wielkiego), przebudowany został w 1902 przez Leo Schlesingera na dom handlowy. W tym samym czasie, na miejscu kamienic na posesjach nr 6–8 należących do papiernika i drukarza Theodora Wiskotta, żydowscy architekci Paul i Richard Ehrlichowie wznieśli dom handlowy dla kupca Hamburgera. Do roku 1900 w kamienicy nr 12 istniała siedziba gminy żydowskiej i szkoła.
Przy ul. Krupniczej zlokalizowany był pod koniec XIX wieku klub szachowy, który często odwiedzał m.in. studiujący w latach 1891–1892 na wrocławskim Uniwersytecie Ignacy Chrzanowski (późniejszy historyk literatury polskiej).

## Od II wojny światowej
Podczas oblężenia Festung Breslau w 1945 ostrzał Armii Czerwonej oszczędził budynki przy Graupenstraße. Niepowetowaną szkodą było jednak zniszczenie na rozkaz gauleitera Hankego Muzeum Rzemiosła wraz z niemal wszystkimi zgromadzonymi w nim zbiorami (tylko część z nich udało się po wojnie uratować i przenieść do Muzeum Narodowego).
Po wojnie nadano ulicy nazwę Krupnicza, nawiązującą wprost do jej historii. 24 marca 1948 jednak, na wniosek ławnika miejskiego Moczulskiego, obrano za patrona tej ulicy działacza komunistycznego i pierwszego przywódcę Polskiej Partii Robotniczej, Marcelego Nowotkę. Jego imię ulica nosiła przez następne cztery i pół dekady, aż do 1 stycznia 1992, kiedy powrócono do nazwy poprzedniej.
Współczesna ulica Krupnicza mierzy ok. 0,28 km długości (od skrzyżowania z Kazimierza Wielkiego do Podwala); na całej jej długości znajduje się dwukierunkowa jezdnia oraz dwutorowa linia tramwajowa pośrodku jezdni. W związku jednak z budową Narodowego Forum Muzyki w roku 2014 dokonano gruntownej przebudowy ulicy, znacznie ograniczając na niej ruch samochodowy.